# Осмоловський Аркадій Дмитрович
Аркадій Дмитрович Осмоловський (21 липня 1877, Кишинів, Бессарабська губернія, Російська імперія —26 квітня 1931, Одеса)— геолог, викладач, суспільний діяч, депутат Сфатул Церію.

## Біографія
Народився в місті Кишинів в 1877 році у сім'ї чиновника Контрольної палати, помічника ревізора. Батько працював в Контрольній палаті та в сільськогосподарському училищі. В сім'ї було 11 дітей. 9 братів і дві сестри. Троє померло. Кожен намагався допомогти батькові в рішенні − 
завдання утримання сім'ї. З 4-го класу гімназії Аркадій займався з учнями, які відставали, тим самим заробляв на себе. Це дало можливість у 1896 році поїхати в Санкт-Петербург для вступу в університет. У 1901 році закінчив Санкт-Петербурзький університет, Фізико-математичний факультет, відділення Природної історії — геологія. Роки студентства випали на період інтенсивного підйому громадських опозиційних і революційних настроїв серед учнівської молоді.

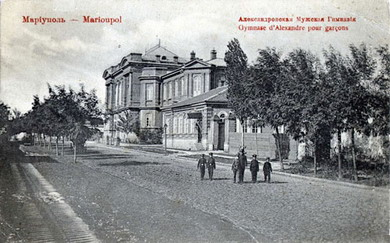
Маріупольська Олександрівська чоловіча гімназія, старовинна поштівка поч. 20 ст.

З 1903 року розпочав педагогічною діяльністю в якості викладача в середніх навчальних закладах міста Кишинева, але 1905—1906 роки пристав до політичній боротьбі. За статті, вміщені в журналі «Народний учитель», за звинуваченням у поширення неправдивих відомостей з метою дискредитації уряду, його посадили у фортецю. Але вже через 2 місяці Аркадія Осмоловського звільнили. Після виходу з в'язниці одружився. Незабаром отримав пропозицію зайняти місце викладача в Комерційному училищі, а потім в Маріупольській гімназії, де пропрацював один рік. У 1909 році повернувся до Кишинева і там залишався до моменту окупації
Бессарабії румунами. За час мого перебування в Кишиневі, крім педагогічної діяльності, працював також по гідрогеологічному обстеженню Бессарабії за завданнями губернського земства.
В 1917 році Аркадій Осмоловський очолив українську комісію, яка була створена на З'їзді одеського вчительства. Комісія мала розробити план створення національних шкіл, курсів для українців, які становили меншість в навчальних закладах, а також надання підручників рідною мовою. Аркадій Дмитрович апелював Пантелімону Халіппі (очолював молдовську комісію), який наголошував, що без допомоги і підтримки Румунського королівства, молдовські школи ніколи не з'являться в Бессарабії. Аркадій Осмоловський змушений був виступати проти орієнтації тільки на Румунське королівство або на Україну.

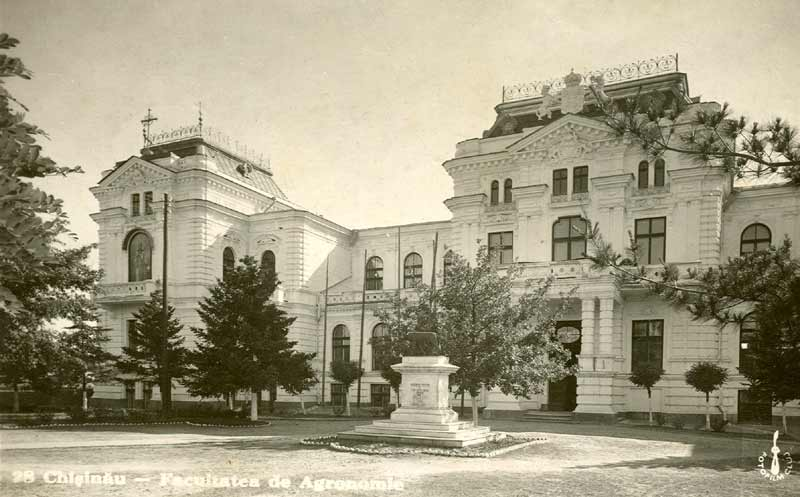
Сфатул Церій. Кишинів

Від українців Аркадій Осмоловський був обраний до крайової ради Бессарабії — Сфатул Церію. Він вважав, що при безпорадності Бессарабія буде поглинена або «сусідкою справа», або «сусідкою ліворуч». На його думку поглинання Румунським королівством загрожувало знищенням всіх попередніх завоювань. Що стосується сусідки «зліва» — України, то він чудово розумів, що там йде боротьба всередині, що будь-якій отаман може взяти верх і тому потрібно чекати, коли революційна думка остаточно прийме ясні і конкретні форми. В таких умовах Аркадій Осмоловський відстоював самостійність «Бессарабської Республіки».
27 березня 1918 року проголосував проти Унії Молдовської Демократичної Республіки з Королівством Румунія.
10 листопада 1918 року, за антирумунську діяльність, румунська влада в Бессарабії оголосила його персоною нон ґрата і, за посередництвом консула, його вигнали через Дністер, в Українську Державу.
За розпорядженням Одеського комісаріату народної освіти, підлеглого уряду УНР, працював у Чалбасах Дніпровського повіту Таврійської губернії. У 1919 році з Чалбасів прибув до Одеси, яку контролювали більшовики. Оселився по вулиці Розкидайлівській, 8, кв. 9, в якій проживав брат Аркадія Осмоловського — Олександр. Почав викладати в Українській гімназії ім. І. Франка. За часів панування в Одесі денікінців, був заарештований, але невдовзі, через відступ Добровольчої армії, вийшов на свободу.
Одеською губнаросвітою був командирований у село Ісаєве, до філії Одеського Інституту Народної освіти (ІНО) організовувати навчальний заклад з трудшколою і дитячим містечком.
В 1922 році Аркадій Дмитрович приїхав до Одеси і став читати геологію та мінералогію в Українському секторі Одеського ІНО, а пізніше — в Торгово-промисловому технікумі, а також в Хімпрофшколі і Вечірньому робочому університеті. В Одесі він відновив наукові заняття по геології і приступив до вивчення одеських лиманів. В результаті ряду екскурсій Аркадій Осмоловський написав кілька наукових робіт, надрукованих у «Записках Одеського Наукового товариства при ВУАН» за сприяння Богдана Комарова.
Аркадій Дмитрович з 1924 року входив до так званої групи вчительства «Термінологічної комісії при Комісії з українізації». Також в цю групу входили: Б. Комаров, Чудновцев, Крижанівський, Лещинський, Олександр Дмитрович Осмоловський, Б. Волянській, Матковський Олександр Васильович, Матковський Іван Васильович, Талько-Гринцевич, Музичко, Дороховський. Група українських вчителів працювала зі складання наукової термінології і стежила за підручниками та навчальними посібниками з предметів навчання в українських школах.
1927 року в Одесі з'явилось «Наукове товариство при Всеукраїнській Академії Наук» з секціями природно-математичної, історичної, педагогічної, соціально-економічної, медичної та технічної. «Природнича секція» поставила перед собою завдання вивчення "природи
Одещини та її околиць і виявлення її корисних копалин ". Актив цієї секції становив: Осмоловський А. Д., Матковський І. В., Волянський Б. Є., Комаров Б. М.
Восени 1929 року Аркадій Осмоловський був заарештований. Навесні 1930 року його звільнили і він незабаром після цього поїхав у відрядження Окрпланом на розвідку бурого вугілля до Петровірівського району. Пізніше Аркадій Дмитрович вступив на роботу до Одеської станції інституту Практичної мінералогії. Він повів самостійне геологічне вивчення краю.
У 1931 році, в результаті доносу, підписаного студентом-боржником, був заарештований і  звинувачений у контрреволюційній українській діяльності, належністі до антирадянських партій.  Помер під час допиту 26 квітня 1931 року.